# Xã Cerro Gordo, Quận Lac qui Parle, Minnesota
Xã Cerro Gordo (tiếng Anh: Cerro Gordo Township) là một xã thuộc quận Lac qui Parle, tiểu bang Minnesota, Hoa Kỳ. Năm 2010, dân số của xã này là 197 người.